# Gertrud Herzog-Hauser
Gertrud Herzog-Hauser (15 de junio de 1894 - 9 de octubre de 1953) fue una filóloga clásica austriaca . Se especializó en mitología y religiones antiguas, y en literatura latina. Publicó libros de texto escolares en latín. Luchó por la igualdad de derechos para las mujeres en la educación.

## Vida
Herzog-Hauser nació en 1894 en Viena, y estudió Filología Clásica, Estudios Alemanes y Filosofía en Viena y Berlín. Su profesor fue Ulrich von Wilamowitz-Moellendorff. El 22 de diciembre de 1916 obtuvo su doctorado en Viena, donde fue alumna de Ludwig Radermacher . En 1917 realizó las oposiciones de la época para ser profesora.
Herzog-Hauser trabajó como profesora en un Gymnasium femenino, entre 1917 y 1937: el GRG 6 Rahlgasse, en Mariahilf. En ese tiempo también escribió entradas para la Realencyclopädie der classischen Altertumswissenschaft . 
En 1922 se casó con el artista Carry Hauser . En 1932 dio a luz a su primer hijo, Heinrich.  Ese mismo año se convirtió en la primera mujer austriaca en obtener una habilitación en la universidad y dio conferencias en la Universidad de Viena . En 1937 se convirtió en directora del Gymnasium de Mariahilf.
Después del Anschluss, el 22 de abril de 1938,  Herzog-Hauser y su marido perdieron su trabajo. El régimen nazi la clasificó como judía, aunque era católica. En 1939 emigraron a los Países Bajos. Durante la Segunda Guerra Mundial vivieron en Oxford, y allí se convirtió en una académica refugiada, en el Somerville College.
En 1946 Herzog-Hauser emigró a Suiza. Poco tiempo después regresó a la Universidad de Viena, donde se convirtió en profesora.   También enseñó en un Gymnasium femenino de Hietzing llamado Wenzgasse. Fue, junto con la escritora Käthe Braun-Prager, presidenta de la Vereins der Schriftstellerinnen und Künstlerinnen (Asociación de escritoras y artistas). Herzog-Hauser fue la primera profesora universitaria de lenguas clásicas de Viena. Recibió una oferta de trabajo en Australia, pero la rechazó porque su marido tuvo una oportunidad laboral en Suiza.  En 1950 le ofrecieron un puesto en la Universidad de Innsbruck pero sufrió un derrame cerebral y murió tres años después en Viena. 
El 12 de noviembre de 2009, el Gimnasio GRG 6 Rahlgasse le dedicó una placa conmemorativa.

## Obra
- Altgriechische Liebesgedichte. Viena, 1924.
- Publius Ovidius Naso: Ausgewählte Dichtungen. Viena, 1928.
- Soter. Dado Gestalt des Retters im altgriechischen Epos. Viena, 1931.
- Octavia: Fabula praetexta. Viena, 1934.
- Uit de Vrouwenbrieven Furgoneta den H. Hieronymus.  Es-Hertogenbosch, 1941.
- Antonius von Padua. Sein Leben und sein Werk. Alfalfa, 1947.
- De Godsdienst der Grieken. Roermond, 1952.
- Dado Frau en der griechisch-römischen Antik. 1954.